# Michał Potoczny (polityk)
Michał Franciszek Potoczny (ur. 6 grudnia 1959 w Mysłowicach) – polski inżynier hutnik, samorządowiec i polityk, senator IX kadencji.

## Życiorys
Z zawodu jest inżynierem hutnikiem, ukończył studia na Politechnice Śląskiej. Pracował w Hucie Cedler, w 1981 został członkiem „Solidarności”.
Zaangażował się w działalność polityczną w ramach Prawa i Sprawiedliwości. W 2010 ubiegał się bez powodzenia o mandat radnego Sosnowca, a w 2014 również bezskutecznie o miejską prezydenturę. W 2014 uzyskał natomiast mandat radnego rady miejskiej, następnie objął stanowisko jej przewodniczącego.
W wyborach parlamentarnych w 2015 został wybrany do Senatu IX kadencji w okręgu wyborczym nr 77 (Sosnowiec). Zdobył 37 380 głosów (30,15%), pokonując m.in. dotychczasowego ubiegającego się o reelekcję Bogusława Śmigielskiego z PO (który otrzymał 28,30% głosów). Nie wystartował w kolejnych wyborach w 2019.
Był też prezesem zarządu Centrum Badań i Dozoru Górnictwa Podziemnego w Lędzinach.

## Odznaczenia
W 1998 odznaczony Brązowym Krzyżem Zasługi.